# Cateter de Swan-Ganz
O cateter de Swan-Ganz é um cateter flexível e fabricado em poliuretano que, introduzido através de uma veia central de adequado calibre, chega as estruturas cardíacas e pulmonares.
É inserido para obter dados muito precisos e indicado na terapêutica para o controle do estado hemodinâmico do paciente crítico e, sobretudo, se está em estado de choque, situação em que o catéter encontra sua máxima indicação. Para obtenção de amostras de sangue venoso-misto para gasometria que, ao ser analisado juntamente com a gasometria arterial e mediante fórmulas específicas, determina a fração de extração de oxigênio do paciente.
É utilizado para detectar falhas cardíacas, monitorar a terapia aplicada e avaliar o efeitos das drogas administradas.